# Иванченко, Андрей Андреевич
Андре́й Андре́евич Ива́нченко (1895, с. Марковка Курской губернии — 17 февраля 1938, Ленинград) — высокопоставленный сотрудник ОГПУ, начальник Соловецкого лагеря особого назначения.

## Биография
Родился в селе с. Марковка Курской губернии (позднее Лебединского района Харьковской области). По национальности украинец. Окончил 4 класса городского училища. Вступил в ВКП(б) в 1920 году.
В 1923—1924 годах помощник, заместитель начальника Экономического управления ОГПУ при СНК СССР, затем начальник I-го отделения Экономического управления ОГПУ при СНК СССР.
- С ? — 16.5.1929 начальник Управления пограничной охраны и войск ОГПУ ГПУ при СНК ЗСФСР
- C 18 мая 1929 по 1932 год — начальник ГПУ Автономной Карельской ССР, избирался членом ЦИК Автономной Карельской ССР.
- С мая 1930 по сентябрь 1931 — начальник Соловецкого исправительно-трудового лагеря ОГПУ.

По словам соловецких заключённых на общем фоне Иванченко слыл «либералом», ему принадлежит необычная для сотрудника ГПУ фраза, которую он не побоялся высказать публично: «Для того чтобы выжать из заключённых настоящую работу, их надо кормить и одевать».
К 1937 году член Ленсовета, член президиума Леноблисполкома, заведующий Леноблвнуторгом (Ленинградским областным отделом советской торговли), член Совета при Народном комиссариате внутренней торговли СССР.
28 сентября 1937 г. арестован. В так называемом «сталинском расстрельном списке» по Ленинградской области от 3 февраля 1938 года. 17 февраля 1938 г. приговорён Выездной сессией Военной коллегии Верховного суда СССР в г. Ленинград по обвинению по статьям 58-7-11 УК РСФСР к ВМН.
Расстрелян 17 февраля 1938 г. в Ленинграде. Место захоронения — г. Ленинград.

## Адреса
- 1937 — Ленинград, Кронверкская ул., д. 23, кв 74.